# Mateu Morey
Mateu Jaume Morey Bauzá, plus connu comme Mateu Morey, né le 2 mars 2000 à Petra (Îles Baléares, Espagne), est un footballeur espagnol qui joue au poste de latéral droit avec le RCD Majorque.

## Biographie

### Carrière en club

#### FC Barcelone (2015-2019)
Après une saison au RCD Majorque, Mateu Morey rejoint en juillet 2015 La Masia, le centre de formation du FC Barcelone, afin de jouer avec les juniors A. Lors de la saison 2016-2017, les juniors A du Barça remportent le championnat d'Espagne et atteignent les demi-finales de l'UEFA Youth League. 

#### Borussia Dortmund (depuis 2019)
Il est transféré au Borussia Dortmund durant l'été 2019.

### Équipe d'Espagne
En mai 2017, Mateu Morey remporte avec l'équipe d'Espagne des moins de 17 ans le championnat d'Europe face à l'Angleterre.
Le 28 octobre 2017, il fait partie de l'équipe d'Espagne des moins de 17 ans entraînée par Santi Denia qui s'incline devant l'Angleterre en finale de la Coupe du monde disputée en Inde.

## Statistiques
| Saison                | Club                  | Championnat           | Championnat | Championnat | Championnat | Coupe(s) nationale(s) | Coupe(s) nationale(s) | Coupe(s) nationale(s) | Supercoupe | Supercoupe | Supercoupe | Compétition(s) continentale(s) | Compétition(s) continentale(s) | Compétition(s) continentale(s) | Compétition(s) continentale(s) | Total | Total | Total |
| Saison                | Club                  | Division              | M.          | B.          | P.d.        | M.                    | B.                    | P.d.                  | M.         | B.         | P.d.       | Comp.                          | M.                             | B.                             | P.d.                           | M.    | B.    | P.d.  |
| 2019-2020             | Borussia Dortmund     | Bundesliga            | 5           | 0           | 1           | -                     | -                     | -                     | -          | -          | -          | C1                             | -                              | -                              | -                              | 5     | 0     | 1     |
| 2020-2021             | Borussia Dortmund     | Bundesliga            | 13          | 0           | 2           | 4                     | 0                     | 0                     | -          | -          | -          | C1                             | 7                              | 0                              | 0                              | 24    | 0     | 2     |
| 2023-2024             | Borussia Dortmund     | Bundesliga            | 3           | 0           | 0           | -                     | -                     | 0                     | -          | -          | -          | C1                             | -                              | -                              | -                              | 3     | 0     | 0     |
| Total sur la carrière | Total sur la carrière | Total sur la carrière | 21          | 0           | 3           | 4                     | 0                     | 0                     | 0          | 0          | 0          | -                              | 7                              | 0                              | 0                              | 32    | 0     | 3     |

## Palmarès

### En club
- Borussia Dortmund
  - Vice-champion d'Allemagne en 2020
  - Vainqueur de la Coupe d'Allemagne en 2021

### En sélection
- Espagne -17 ans
  - Vainqueur du championnat d'Europe des moins de 17 ans en 2017